# Worthington, Ohio
Worthington är en stad (city) i Franklin County i Ohio och en av Columbus norra förorter. Vid 2010 års folkräkning hade Worthington 13 575 invånare.

## Kända personer från Worthington
- Newton W. Gilbert, politiker
- Maggie Grace, skådespelare